# Krylja Sovetov Samara
Krylja Sovetov Samara (Russisch: Профессиональный футбольный клуб "Крылья Советов" Самара, Professionalnij foetbolnij kloeb Krijlja Sovetov Samara) is een voetbalclub uit de Russische stad Samara.

## Geschiedenis
De club werd opgericht in 1942 en heette tot het uiteenvallen van de Sovjet-Unie Krylja Sovetov Koejbysjev. De naam Krylja Sovetov betekent Vleugels van de Sovjets. Voor thuiswedstrijden beschikt Krylja Sovetov over een eigen stadion, genaamd Solidarnost Arena, waar 44.918 toeschouwers hun plek kunnen vinden. Huidig voorzitter van de club is Vitaly Shashkov, de hoofdtrainer is sinds 2020 Igor Osinkin. De club speelt in de Russische competitie, met uitzondering van de seizoenen 2017/18 en 2020/21 op het hoogste niveau, de Premjer-Liga.

## Eindklasseringen (grafisch) vanaf 1992
| 14 |

| 14 |

| 13 |

| 15 |

| 9 |

| 7 |

| 12 |

| 12 |

| 14 |

| 5 |

| 5 |

| 9 |

| 3 |

| 14 |

| 10 |

| 13 |

| 6 |

| 10 |

| 13 |

| - |

| 12 |

| 14 |

| 14 |

| 1 |

| 9 |

| 15 |

| 2 |

| 13 |

| 15 |

| 1 |

| ? |

| Premjer-Liga | FNL |

## Krylja Sovetov in Europa
#Q = #voorronde, #R = #ronde, PUC = punten UEFA coëfficiënten 
Uitslagen vanuit gezichtspunt Krylja Sovetov Samara
| Seizoen                                                    | Competitie    | Ronde | Land                 | Club                   | Totaalscore | 1e W    | 2e W    | PUC |
| ---------------------------------------------------------- | ------------- | ----- | -------------------- | ---------------------- | ----------- | ------- | ------- | --- |
| 2002                                                       | Intertoto Cup | 2R    | Vlag van Letland     | Dinaburg FC Daugavpils | 4-0         | 3-0 (T) | 1-0 (U) | 0.0 |
|                                                            |               | 3R    | Vlag van Nederland   | Willem II              | 3-3 u       | 3-1 (T) | 0-2 (U) | 0.0 |
| 2005/06                                                    | UEFA Cup      | 2Q    | Vlag van Wit-Rusland | FK BATE Borisov        | 4-0         | 2-0 (T) | 2-0 (U) | 4.0 |
|                                                            |               | 1R    | Vlag van Nederland   | AZ                     | 6-6 u       | 5-3 (T) | 1-3 (U) | 4.0 |
| 2009/10                                                    | Europa League | 3Q    | Vlag van Ierland     | St. Patrick's Athletic | 3-3 u       | 0-1 (U) | 3-2 (T) | 1.0 |
| Totaal aantal behaalde punten voor UEFA coëfficiënten: 5.0 |               |       |                      |                        |             |         |         |     |

## Bekende (oud-)spelers
- Roman Adamov
- Baba Adamu
- Aleksandr Anyukov
- Matthew Booth
- Gianni Bruno
- Catanha
- Galimzjan Choesainov
- Reginal Goreux

- Aljaksandr Hleb
- Jiří Jarošík
- Glenn Bijl
- Andrej Kantsjelskis
- Denis Kolodin
- Jan Koller
- Ognjen Koroman
- Nikolaj Osjanin

- Davit Mujiri
- Chaswe Nsofwa
- Nejc Pečnik
- Carlos Quintero
- Vladislav Radimov
- Jeroen Simaeys
- Joeri Jelisejev

## Trainer-coaches
| Trainer-coaches van Krylja Sovetov Samara | Trainer-coaches van Krylja Sovetov Samara | Trainer-coaches van Krylja Sovetov Samara | Trainer-coaches van Krylja Sovetov Samara | Trainer-coaches van Krylja Sovetov Samara | Trainer-coaches van Krylja Sovetov Samara | Trainer-coaches van Krylja Sovetov Samara | Trainer-coaches van Krylja Sovetov Samara | Trainer-coaches van Krylja Sovetov Samara |
| Naam                                      | Geboren                                   | Aangesteld                                | Opgestapt                                 | Wed.                                      | W                                         | G                                         | V                                         | Gem.                                      |
| ----------------------------------------- | ----------------------------------------- | ----------------------------------------- | ----------------------------------------- | ----------------------------------------- | ----------------------------------------- | ----------------------------------------- | ----------------------------------------- | ----------------------------------------- |
| Vadim Skripchenko                         | Nov 26, 1975                              | Nov 3, 2016                               | —                                         | 5                                         | 2                                         | 2                                         | 1                                         | 1,60                                      |
| Frank Vercauteren                         | Oct 28, 1956                              | Jun 10, 2014                              | Oct 31, 2016                              | 84                                        | 37                                        | 19                                        | 28                                        | 1,55                                      |
| Vladimir Kukhlevskiy                      | Jan 5, 1959                               | May 5, 2014                               | May 31, 2014                              | 4                                         | 1                                         | 1                                         | 2                                         | 1,00                                      |
| Aleksandr Tsygankov                       | Feb 9, 1968                               | Aug 29, 2013                              | May 5, 2014                               | 23                                        | 4                                         | 8                                         | 11                                        | 0,87                                      |
| Aleksandr Tsygankov                       | Feb 9, 1968                               | Aug 6, 2013                               | Aug 28, 2013                              | 2                                         | 1                                         | 1                                         | 0                                         | 2,00                                      |
| Gadzhi Gadzhiev                           | Oct 28, 1945                              | Jan 27, 2013                              | Aug 7, 2013                               | 17                                        | 5                                         | 5                                         | 7                                         | 1,18                                      |
| Aleksandr Tsygankov                       | Feb 9, 1968                               | Nov 15, 2012                              | Dec 29, 2012                              | 4                                         | 1                                         | 0                                         | 3                                         | 0,75                                      |
| Andrey Kobelev                            | Oct 22, 1968                              | Jun 30, 2011                              | Nov 15, 2012                              | 46                                        | 14                                        | 14                                        | 18                                        | 1,22                                      |
| Aleksandr Tarkhanov                       | Sep 6, 1954                               | Jul 27, 2010                              | Jun 27, 2011                              | 16                                        | 2                                         | 5                                         | 9                                         | 0,69                                      |
| Yuri Gazzaev                              | Nov 27, 1960                              | Oct 26, 2009                              | Jul 25, 2010                              | 15                                        | 2                                         | 3                                         | 10                                        | 0,60                                      |
| Vladimir Kukhlevskiy                      | Jan 5, 1959                               | Oct 9, 2009                               | Oct 19, 2009                              | ??                                        | 0                                         | 0                                         | 0                                         | 0                                         |
| Leonid Sloetski                           | May 4, 1971                               | Jan 1, 2008                               | Oct 25, 2009                              | 58                                        | 21                                        | 18                                        | 19                                        | 1,40                                      |
| Aleksandr Tarkhanov                       | Sep 6, 1954                               | Aug 17, 2007                              | Nov 26, 2007                              | ??                                        | 0                                         | 0                                         | 0                                         | 0                                         |
| Sergey Oborin                             | Dec 12, 1956                              | Mar 13, 2007                              | Aug 31, 2007                              | 19                                        | 5                                         | 5                                         | 9                                         | 1,05                                      |
| Gadzhi Gadzhiev                           | Oct 28, 1945                              | Nov 20, 2003                              | Mar 13, 2007                              | 39                                        | 14                                        | 10                                        | 15                                        | 1,33                                      |
| Aleksandr Tarkhanov                       | Sep 6, 1954                               | Jan 1, 1999                               | Nov 6, 2003                               | ??                                        | 0                                         | 0                                         | 0                                         | 0                                         |
| Aleksandr Averyanov                       | Oct 1, 1948                               | May 14, 1994                              | Nov 3, 1998                               | ??                                        | 0                                         | 0                                         | 0                                         | 0                                         |